# NGC 1366
NGC 1366 este o galaxie lenticulară situată în constelația Cuptorul. A fost descoperită în 9 octombrie 1790 de către William Herschel. Se află la o distanță de 19,23 megaparseci de Pământ.